# Medaille voor Geallieerde Onderdanen

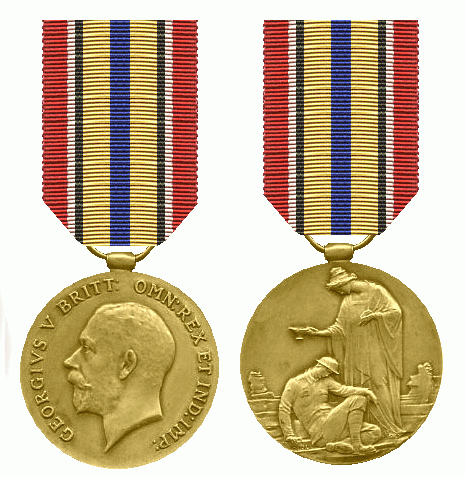
Medaille in brons

De Medaille voor Geallieerde Onderdanen (Engels: Allied Subjects' Medal) was een Britse onderscheiding voor moed tijdens de Eerste Wereldoorlog.
De medaille werd uitgereikt aan degenen (niet noodzakelijkerwijs met de Britse nationaliteit), die krijgsgevangenen hadden geholpen om te ontsnappen of hadden voorkomen dat militairen uit het Britse Rijk krijgsgevangen werden gemaakt. Door een meningsverschil tussen het Britse Ministerie van Oorlog en het Ministerie van Buitenlandse Zaken werd de eerste medaille pas in november 1920 verleend. In 1921 en 1922 volgde nog een aantal verleningen. Er werden 134 zilveren en 574 bronzen medailles uitgereikt. De medaille is zeldzaam en er zijn vervalsingen in de handel gebracht.
De ronde medaille is geslagen in zilver en brons, met een diameter van 33 millimeter. De voorzijde toont de kop van koning George V. De keerzijde draagt een symbolische afbeelding: een vrouwelijke gestalte die de menselijkheid voorstelt biedt een tussen verwoeste gebouwen rustende Britse soldaat water aan.
De medailles hebben geen inscriptie. Bijna de helft van de onderscheidingen werd aan vrouwen verleend.
Na de Tweede Wereldoorlog werd met hetzelfde doel de Medaille van de Koning voor Moed tijdens het verdedigen van de Vrijheid ingesteld.